# Brock Trotter
Brock Trotter (* 16. Januar 1987 in Brandon, Manitoba) ist ein ehemaliger kanadischer Eishockeyspieler, der im Verlauf seiner aktiven Karriere zwischen 2004 und 2023 unter anderem annähernd 260 Spiele in der American Hockey League (AHL) auf der Position des Centers bestritten hat. Darüber hinaus absolvierte Trotter weitere 81 Partien in der Kontinentalen Hockey-Liga (KHL) und stand in zwei Spielen für die Canadiens de Montréal in der National Hockey League (NHL) auf dem Eis.

## Karriere
Brock Trotter begann seine Karriere als Eishockeyspieler bei den Dauphin Kings, für die er in der Saison 2003/04 in der Manitoba Junior Hockey League (MJHL) aktiv war. Dabei wurde er in das All-Rookie Team der Liga gewählt. Anschließend verbrachte der Center eine Spielzeit bei den Lincoln Stars in der United States Hockey League (USHL), ehe er drei Jahre lang die University of Denver besuchte und für deren Mannschaft in der National Collegiate Athletic Association (NCAA) auf dem Eis stand. Mit seinem Universitätsteam gewann er 2008 die Meisterschaft der Western Collegiate Hockey Association (WCHA). Gegen Ende der Saison 2007/08 gab er sein Debüt im professionellen Eishockey für die Hamilton Bulldogs, für die er in den folgenden zweieinhalb Jahren in der American Hockey League (AHL) spielte. Für Hamiltons Kooperationspartner, die Canadiens de Montréal, absolvierte er in der Saison 2009/10 seine einzigen beiden Einsätze in der National Hockey League (NHL). Dabei blieb er punkt- und straflos.
Für die Saison 2010/11 wurde Trotter vom lettischen Klub Dinamo Riga aus der Kontinentalen Hockey-Liga (KHL) verpflichtet. Am 4. Juli 2011 erhielt Trotter einen Zweiwegevertrag für ein Jahr bei den Canadiens de Montréal, die den Rechtsschützen wieder im Farmteam bei den Hamilton Bulldogs einsetzten. Im Oktober 2011 gaben ihn die Habs gemeinsam mit einem Siebtrunden-Wahlrecht im NHL Entry Draft 2012 im Austausch für Petteri Nokelainen und Garrett Stafford an die Phoenix Coyotes ab. Anschließend schickten ihn diese zu deren AHL-Farmteam, den Portland Pirates. Aufgrund einer Verletzung fiel Trotter die kompletten Spielzeiten 2012/13 und 2013/14 aus und fand erst mit Ende Juni 2014 ein neues Team, als er sich dem KHL Medveščak Zagreb mit Spielbetrieb in der KHL anschloss, wo er anfangs einen Probevertrag unterzeichnete. Nach erfolgreichem einmonatigen Try-Out wurde die fixe Verpflichtung des Kanadiers vom Verein bestätigt und der Spieler bis Mitte Dezember 2014 unter Vertrag gehalten, ehe er vom Verein entlassen wurde. Wenige Tage später sicherte sich Dinamo Riga die KHL-Rechte an Trotter und gab dafür ein Wahlrecht für den KHL Junior Draft 2015 an Zagreb ab.
Anschließend verbrachte Trotter die Saison 2015/16 beim IF Björklöven in der zweitklassigen schwedischen Allsvenskan sowie die Spielzeit 2016/17 in der finnischen Liiga bei Saimaan Pallo und Oulun Kärpät. Im Juli 2017 wechselte er zum ERC Ingolstadt, der ihn jedoch noch vor dem Saisonbeginn aus disziplinarischen Gründen suspendierte, sodass Trotter in der Folge nach Nordamerika zurückkehrte und sich im September 2017 den Chicago Wolves aus der AHL anschloss. Im Oktober 2018 wechselte er zum Dornbirner EC in die Erste Bank Eishockey Liga (EBEL). Er verbrachte dort ebenso eine Spielzeit wie in der Folge beim HKM Zvolen in der Slowakei und den Dragons de Rouen aus der französischen Ligue Magnus, mit denen er Französischer Meister wurde. Die Spielzeit 2021/22 spielte der Kanadier bis Januar 2022 für den CSM Corona Brașov in Rumänien, ehe er sich den Starbulls Rosenheim aus der drittklassigen Eishockey-Oberliga anschloss. Zur Saison 2022/23 kehrte er aber in seine kanadische Heimat zurück, wo er im Amateurbereich für die Langenburg Warriors in der Sask East Hockey League spielte. Im Januar 2023 wechselte Trotter kurzzeitig zu den Savannah Ghost Pirates in die ECHL, um dann erneut im kanadischen Amateurbereich zu spielen.

## Erfolge und Auszeichnungen
- 2004 MJHL All-Rookie Team
- 2008 Broadmoor-Trophy-Gewinn mit der University of Denver
- 2021 Französischer Meister mit den Dragons de Rouen

## Karrierestatistik
(Legende zur Spielerstatistik: Sp oder GP = absolvierte Spiele; T oder G = erzielte Tore; V oder A = erzielte Assists; Pkt oder Pts = erzielte Scorerpunkte; SM oder PIM = erhaltene Strafminuten; +/− = Plus/Minus-Bilanz; PP = erzielte Überzahltore; SH = erzielte Unterzahltore; GW = erzielte Siegtore; 1 Play-downs/Relegation; Kursiv: Statistik nicht vollständig)